# Mykola Dossenko
Mykola Oleksandrowytsch Dossenko (ukrainisch Микола Олександрович Досенко; * 3. Dezember 1921 in Lubny; † 21. Oktober 2006 in Kiew) war ein sowjetischer bzw. ukrainischer Schauspieler.

## Leben
Dossenko trat zunächst von 1945 bis 1951 am Luhansker Ukrainischen Musikdramatheater auf. Anschließend spielte er von 1951 bis 1969 am Kiewer Ukrainischen Dramatheater „Iwan Franko“. 1965 schloss Dossenko seine Ausbildung am Ukrainischen Theaterinstitut ab, wo Dmitri Alexandrowitsch Aleksidse sein Lehrer war. Von 1969 an bis in die 1990er Jahre hinein gehörte er zu den Darstellern des Nationalen Akademischen Dramatheaters in Kiew.
Sein Filmdebüt gab Dossenko mit der Hauptrolle in Mainacht. Bis zum Ende der Sowjetunion stand der dunkelhaarige Mime noch für 18 weitere Projekte vor der Kamera, danach war er nur noch dreimal im Film zu sehen. Zu seinen Projekten gehörte u. a. die Dowschenko-Verfilmung Незабываемое (Nesabywajemoje, 1968) und das biographische Werk Семья Коцюбинских (Semja Kozjubinskich, 1971) über Mychajlo Kozjubynskyj und dessen Familie.
Seit 1977 trug er den Titel Verdienter Künstler der Ukrainischen SSR.

## Filmografie (Auswahl)
- 1952: Mainacht (Maiskaja notsch, ili utoplenija)
- 1971: Семья Коцюбинских (Semja Kozjubinskich)
- 1990: Raspad – Der Zerfall (Raspad)
- 2006: Танго любви (Tango ljubwi) (Fernsehfilm)